# Aerial
Aerial – dwupłytowy album Kate Bush, wydany w 2005 roku.
Album w Polsce osiągnął status złotej płyty.

## Lista utworów
CD 1 – „A Sea of Honey”
1. „King of the Mountain” – 4:53
2. „{\displaystyle \pi }” – 6:09
3. „Bertie” – 4:18
4. „Mrs. Bartolozzi” – 5:58
5. „How to Be Invisible” – 5:32
6. „Joanni” – 4:56
7. „A Coral Room” – 6:12

CD 2 – „A Sky of Honey”
1. „Prelude” – 1:26
2. „Prologue” – 5:42
3. „An Architect’s Dream” – 4:50
4. „The Painter's Link” – 1:35
5. „Sunset” – 5:58
6. „Aerial Tal” – 1:01
7. „Somewhere in Between” – 5:00
8. „Nocturn” – 8:34
9. „Aerial” – 7:52